# Parure de lit
 (octobre 2014).
Si vous disposez d'ouvrages ou d'articles de référence ou si vous connaissez des sites web de qualité traitant du thème abordé ici, merci de compléter l'article en donnant les références utiles à sa vérifiabilité et en les liant à la section « Notes et références ».
Une parure de lit est un ensemble composé de plusieurs pièces de linge de lit. 

## Présentation
Suivant les habitudes de couchage ou de décoration, il en existe deux types : 
- les parures de draps : composées d’un drap et d’une ou deux taies d’oreillers coordonnées et généralement associé à une couverture pour un couchage traditionnel.
- les parures de couettes : comprennent une housse de couette et une ou deux taies d’oreillers assorties.